# Mary Louise Gill
Mary Louise Gill (* 31. Juli 1950) ist eine US-amerikanische Klassische Philologin und Philosophiehistorikerin auf dem Gebiet der antiken Philosophie. Sie ist der David Benedict Professor of Classics and Philosophy an der Brown University in Providence, Rhode Island.

## Leben
Nach dem Erwerb eines B.A. in Religion am Barnard College (1972) und eines M.A. (1974) ebenfalls in Religion an der Columbia University setzte Gill ihre akademischen Studien in Classics und antiker Philosophie an der University of Cambridge mit einem B.A. (1976) fort. 1981 erhielt sie dort den M.A. und wurde im selben Jahr mit einer Dissertation über Aristotle and the Language of Change bei G. E. L. Owen und dem zu dieser Zeit in Princeton weilenden Michael Frede zum Ph.D. promoviert.
Ihre akademische Laufbahn begann sie bereits 1979 als Instructor of Classics an der University of Pittsburgh. Dort wurde sie 1981 Assistant Professor of Classics and Philosophy, 1988 Associate Professor of Classics and Philosophy, 1994 Professor of Classics, Philosophy, and History and Philosophy of Science. Von 1994 bis 1997 leitete sie das Department. 2001 wechselte sie als Professor of Philosophy and Classics an die Brown University, wo sie 2013 zum David Benedict Professor of Classics and Philosophy ernannt wurde. Inzwischen ist sie emeritiert. Von 1999 bis 2000 war sie Mitglied des Institute for Advanced Study in Princeton. Gastprofessuren führten sie an das Dartmouth College, die Stanford University, die University of California at Los Angeles, die University of California at Davis, die Harvard University und die Université Paris 1 Panthéon-Sorbonne.
Gill arbeitet zur griechischen Philosophie der Antike, vor allem zu Platon und Aristoteles, insbesondere zu deren Metaphysik, Epistemologie, Methode und Naturphilosophie. Neben einer ausführlichen, über 120-seitigen Einleitung zu ihrer Ausgabe des Platonischen Dialogs Parmenides ist ihr Versuch bemerkenswert, das Fehlen des Philosophos zu erklären, eines Dialoges, den Platon im Theaitetos, Sophistes und Politikos zwar erwähnt, für dessen Existenz es sonst aber keinen Beleg gibt. Nach Gill unterließ Platon eine Ausformulierung dieses Dialogs, da der aufmerksame Leser des Theaitetos, des Sophistes und des Politikos den fehlenden Philosophos aus diesen Dialogen rekonstruieren und dabei selbst ein Philosoph werden könne.

## Schriften (Auswahl)
- Aristotle on Substance. The Paradox of Unity. Princeton University Press, Princeton 1989, Paperback 1991. – Rezension von Edward C. Halper, Journal of the History of Philosophy 30, 1992, S. 444–446.
- (Hrsg. mit James G. Lennox): Self-Motion: From Aristotle to Newton. Princeton University Press, Princeton 1994.
- (Hrsg. mit Theodore Scaltsas und David Charles): Unity, Identity, and Explanation in Aristotle’s Metaphysics. Clarendon Press, Oxford 1994.
- Plato: Parmenides. Introduction and Translation (co-translator: Paul Ryan). Hackett Publishing Company, 1996.
  - Nachdruck der Übersetzung in: John Madison Cooper (Hrsg.): Plato, Complete Works. Hackett, 1997.
- (Hrsg. mit Pierre Pellegrin): A Companion to Ancient Philosophy. (Blackwell Companions to Philosophy Series). Blackwell, Oxford, Boston 2006. – Rezension von Mariska Leunissen, Bryn Mawr Classical Review 2007.08.19
- Philosophos: Plato’s Missing Dialogue. Oxford University Press, Oxford 2012. – Rezensionen von Jong Hwan Lee, Journal of the History of Philosophy 51, 2013, S. 675–676; Joachim Aufderheide, The Philosophical Quarterly 64, 2013, S. 154–156.
- Method and Metaphysics in Plato’s Sophist and Statesman. In: Edward N. Zalta (Hrsg.): Stanford Encyclopedia of Philosophy. (2005/substantive revision 2020)